# Alfred Katzenstein
Alfred Katzenstein (* 16. Mai 1915 in Mönchengladbach; † 16. Januar 2000 in Berlin) war ein deutschamerikanischer Psychologe, Psychotherapeut sowie politisch motivierter Widerstandskämpfer in der Zeit des Nationalsozialismus.

## Leben
Alfred Katzenstein war der Sohn des jüdischen Kleiderfabrikanten Julius Katzenstein und Clara, geb. Rosenthal. Er besuchte in Mönchengladbach das Stiftisch-Humanistische Gymnasium, das er in der NS-Zeit als Primaner vor Ablegung des Abiturs verlassen musste. Er war im Dritten Reich das jüngste Mitglied einer Widerstandsgruppe um Theodor Hespers und Hans Ebeling.
Seit 1933 war er Mitglied im Kommunistischen Jugendverband Deutschlands (KJVD). Er floh nach Frankreich, wurde nach Belgien ausgewiesen und ging danach in die Niederlande.
Von Mai 1937 bis Februar 1939 kämpfte er im Spanischen Bürgerkrieg im Edgar-André-Bataillon der XI. Internationalen Brigade. Von 1939 bis 1941 war er in Frankreich in verschiedenen Lagern interniert, so im Lager von Saint-Cyprien, Gurs, Le Vernet und Les Milles.
Im Lager Camp de Rieucros lernte er seine spätere Frau Ursula Pacyna (* 1916 in Berlin; † 1998) kennen.
Ihm gelang 1941 die Emigration in die USA zu seinen Eltern und Geschwistern.
1942 wurde Alfred Katzenstein US-Soldat. Mit der 9. US-Infanterie-Division der 1. US-Armee nahm er am Zweiten Weltkrieg in Europa teil. Er gehörte zur Spezialabteilung CIC (Counter Intelligence Corps). Seine Division war an der Befreiung vom KZ Dora bei Nordhausen beteiligt. In amerikanischer Uniform suchte er nach Kriegsende im Juni/Juli 1945 seine Geburtsstadt auf. Dezember 1945 wurde er entlassen und kehrte in die USA zurück.
Er nahm die amerikanische Staatsbürgerschaft an, er begann zunächst ein Sozial-Pädagogik Studium, studierte dann aber Psychologie am Topeka Institute for Psychoanalysis in Kansas, hier promovierte er auch.
Juni 1954 kehrte Alfred Katzenstein mit seiner Frau Ursula nach Deutschland zurück. Er ließ sich in der DDR nieder. 1973 wurde er zum Professor ernannt. Er galt als einer der bedeutenden klinischen Psychologen der DDR.
Im August 1989 nahm er in Mönchengladbach an einem Treffen der ehemaligen jüdischen Bürger teil.

## Veröffentlichungen (Auswahl)
- und Sitte, Ellen: Angst. Wesen, Entstehung, Bewältigung. Berlin: Deutscher Verlag der Wissenschaften, 1989.
- (Hrsg.): Hypnose : Aktuelle Probleme in Theorie, Experiment u. Klinik. Jena : G. Fischer VEB, 1971.

## Weitere Quelle
Nachlass Alfred Katzenstein im Psychologiegeschichtlichen Forschungsarchiv (PGFA) der Fernuniversität in Hagen